# Nemrut
Nemrut (turecky Nemrut Dağı) je 2134 metrů vysoká hora v jihovýchodní Anatolii, nedaleko města Adıyaman. Pozoruhodná je svými do skály tesanými prostorami a uměle navršeným vrcholem – pohřební mohylou, kterou dal vystavět vládce království Kommagene, Antiochos I. v roce 62 př. n. l.
Místo je jednou z nejznámějších památek Turecka, navštěvovanou nejvíce v období od dubna do října. Objevil je teprve roku 1881 německý inženýr Karl Sester. Do té doby je znali jen místní obyvatelé a odborníci o něm neměli tušení. V roce 1987 byl vrch Nemrut zapsán na seznam světového dědictví UNESCO.
Mohyla, dosahující výšky 49 metrů a průměru 152 metrů, měla být nejen trvalou připomínkou panovníka, ale také poctou bohům. Proto ji na východní a západní straně doplňovaly dvě řady obřích soch o výšce 8–9 metrů. Dochovala se lépe západní strana: po stranách dva lvi a dva orli – strážci a mezi nimi trůnící řečtí, arménští a perští bohové. Zleva doprava jsou to Apollón (Mitra), Týché, Aramazd (Zeus) a Vahagn (Héraklés). Mezi Diem a Héraklem stála socha kommagenského krále Antiocha I., který vládl v letech 71 až 31 př. n. l. a prezentoval se jako bohům rovný. Dále se dochovaly figurální desky z téže doby.
V současnosti jsou sochy a reliéfy poničené, jejich upadané hlavy jsou postaveny před trůny. Poškození způsobilo nejen několik zemětřesení, ale také záměrná destrukce lidmi po ovládnutí Kommagenské říše Římany roku 72 n. l. Sochy mají perské oděvy i účes, jejich rysy však svědčí pro vliv řeckého helénského umění. Vlastní hrobka nebyla dosud nalezena, ale je možné, že je skrytá hluboko ve vrcholu. Na západní terase leží desky s horoskopem zobrazujícím polohu planet Jupiteru, Merkuru a Marsu 7. července 62 př. n. l. Zřejmě zobrazují datum počátku výstavby monumentu. Na jednom reliéfu je vyobrazen Antiochos I. při setkání s Héraklem.
Podobný, ovšem mnohem hůře dochovaný pohřební monument se nachází také u opuštěného města Arsameia. Vybudoval jej rovněž Antiochos I., a to pro svého otce, jímž byl král Mithridatés I. Kallinikos.
Vrchol hory Nemrut byl již na přelomu letopočtu považován za posvátný. Turecký název hory Nemrut je identifikován s biblickým jménem Nimrod. V oblasti se podle konsenzu historiků odehrávaly nejstarší příběhy Starého zákona. Později byla hora Nemrut významnou pro mnohá lokální náboženství.

## Galerie

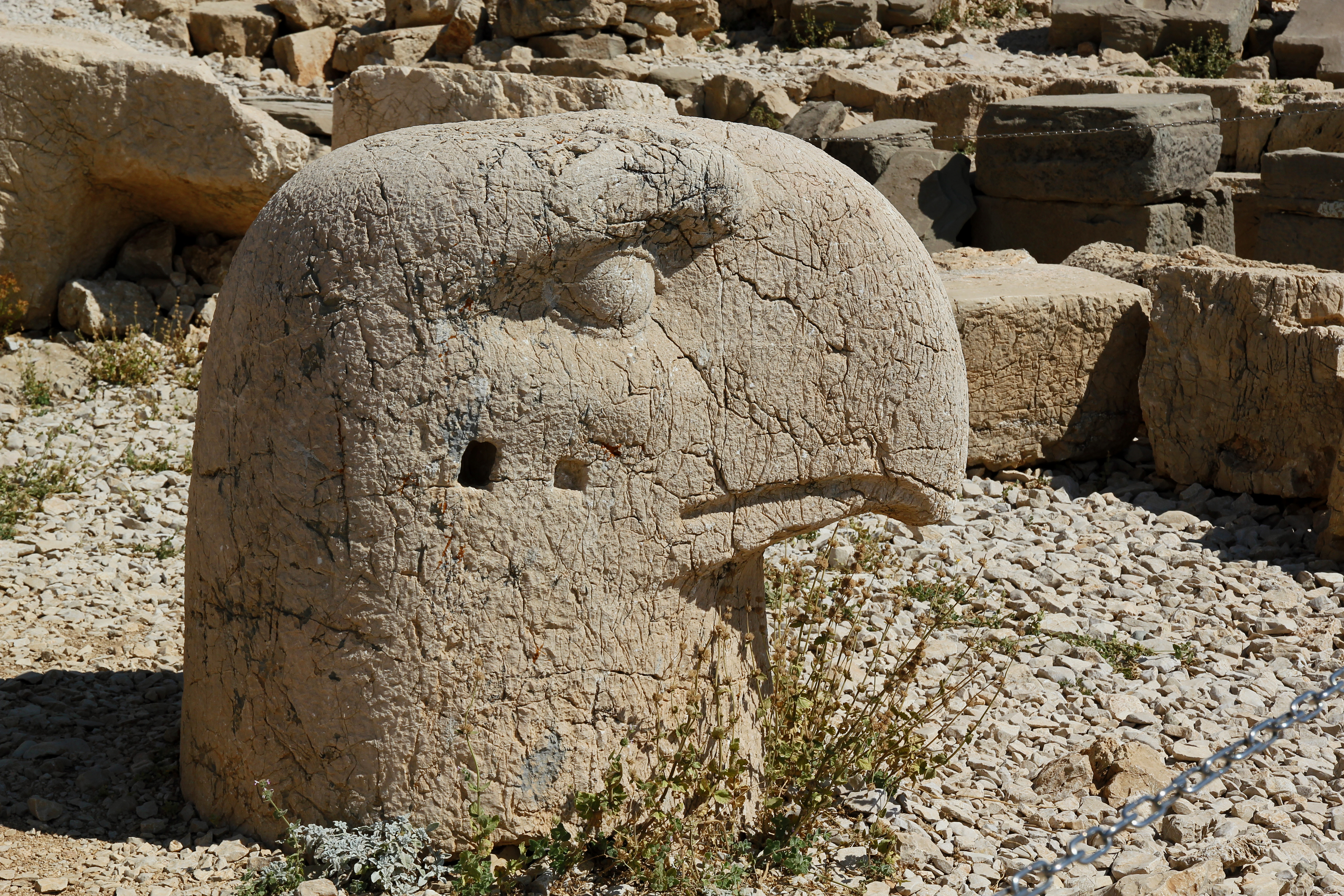
Hlava orla
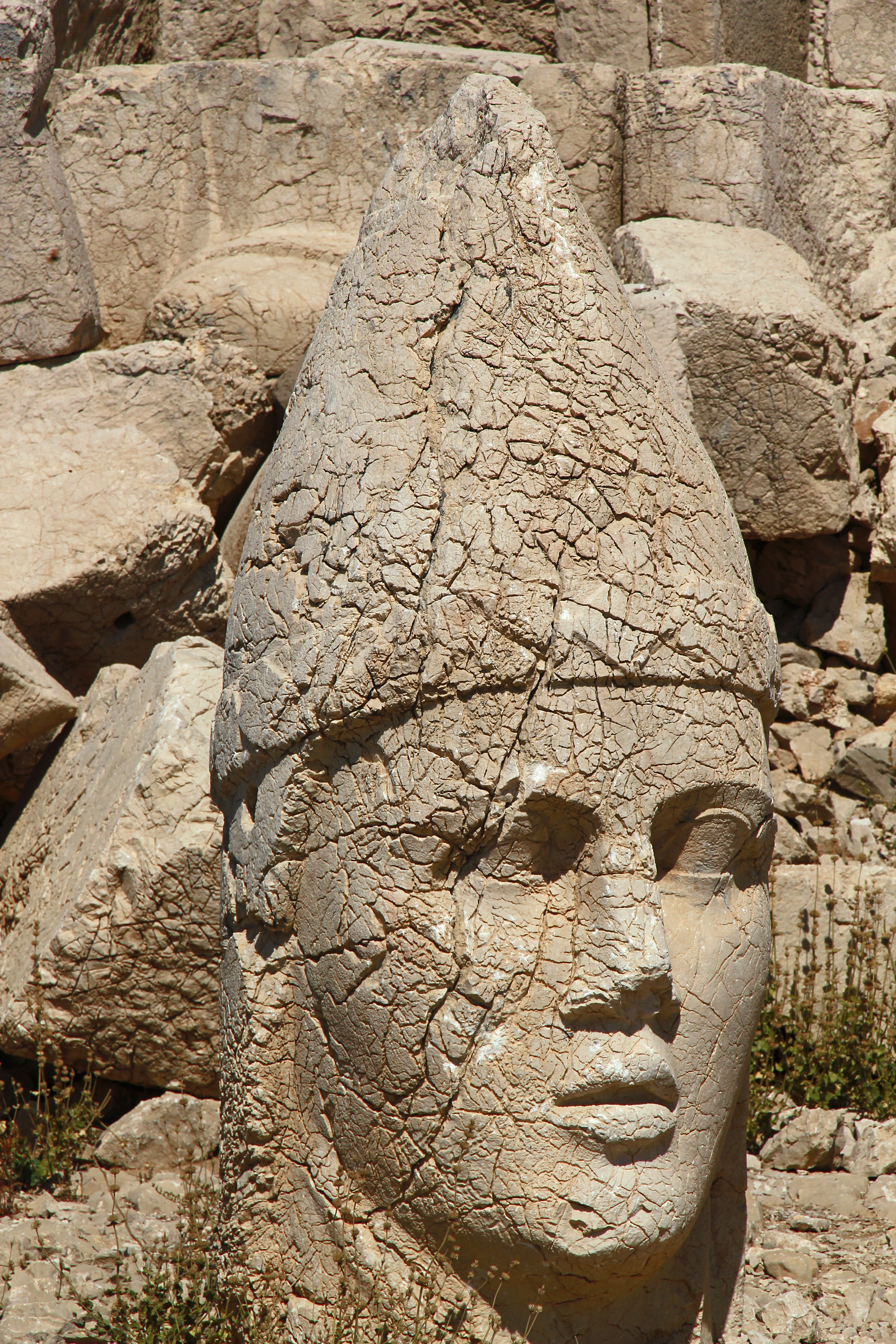
Hlava Apollóna
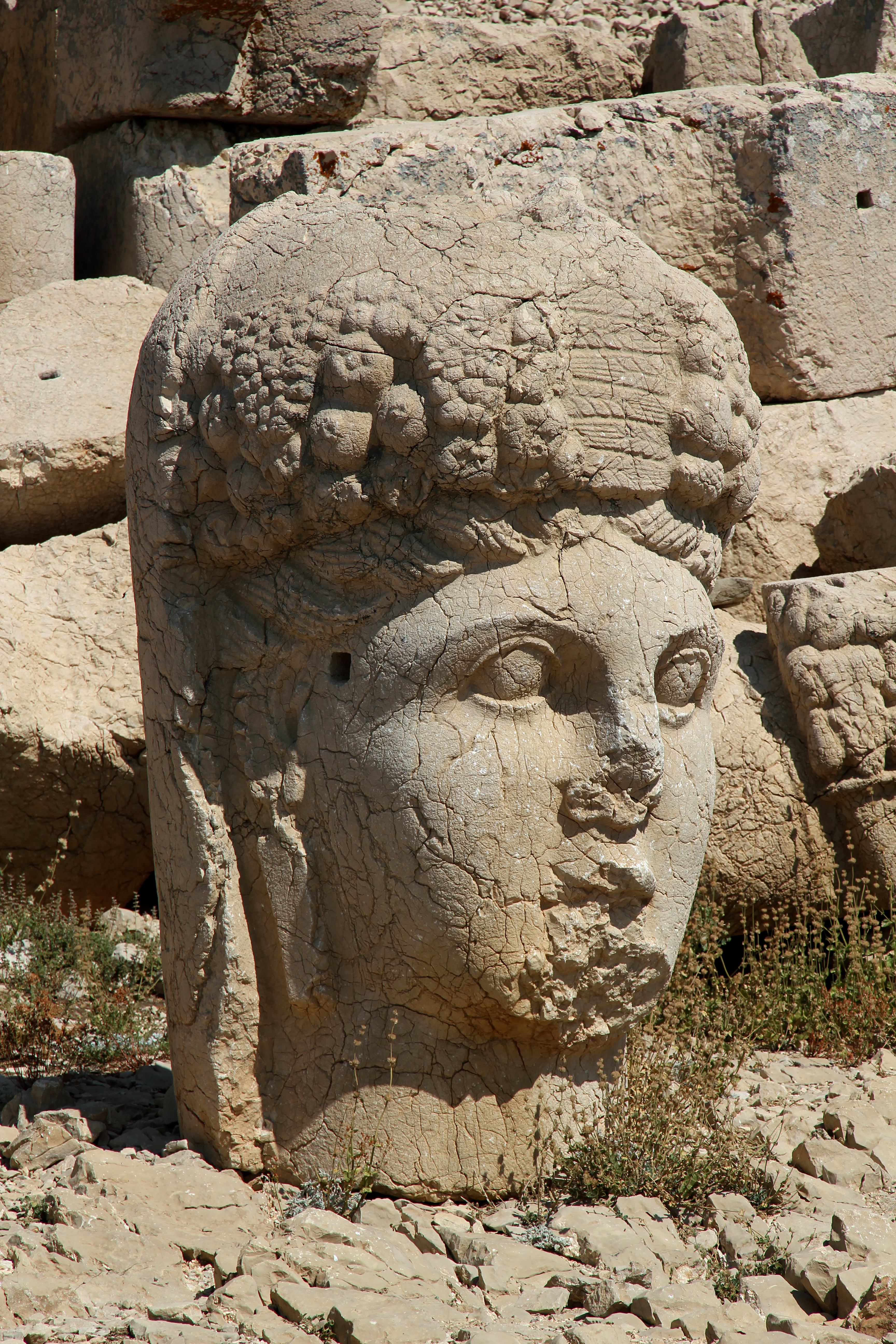
Hlava bohyně Týché
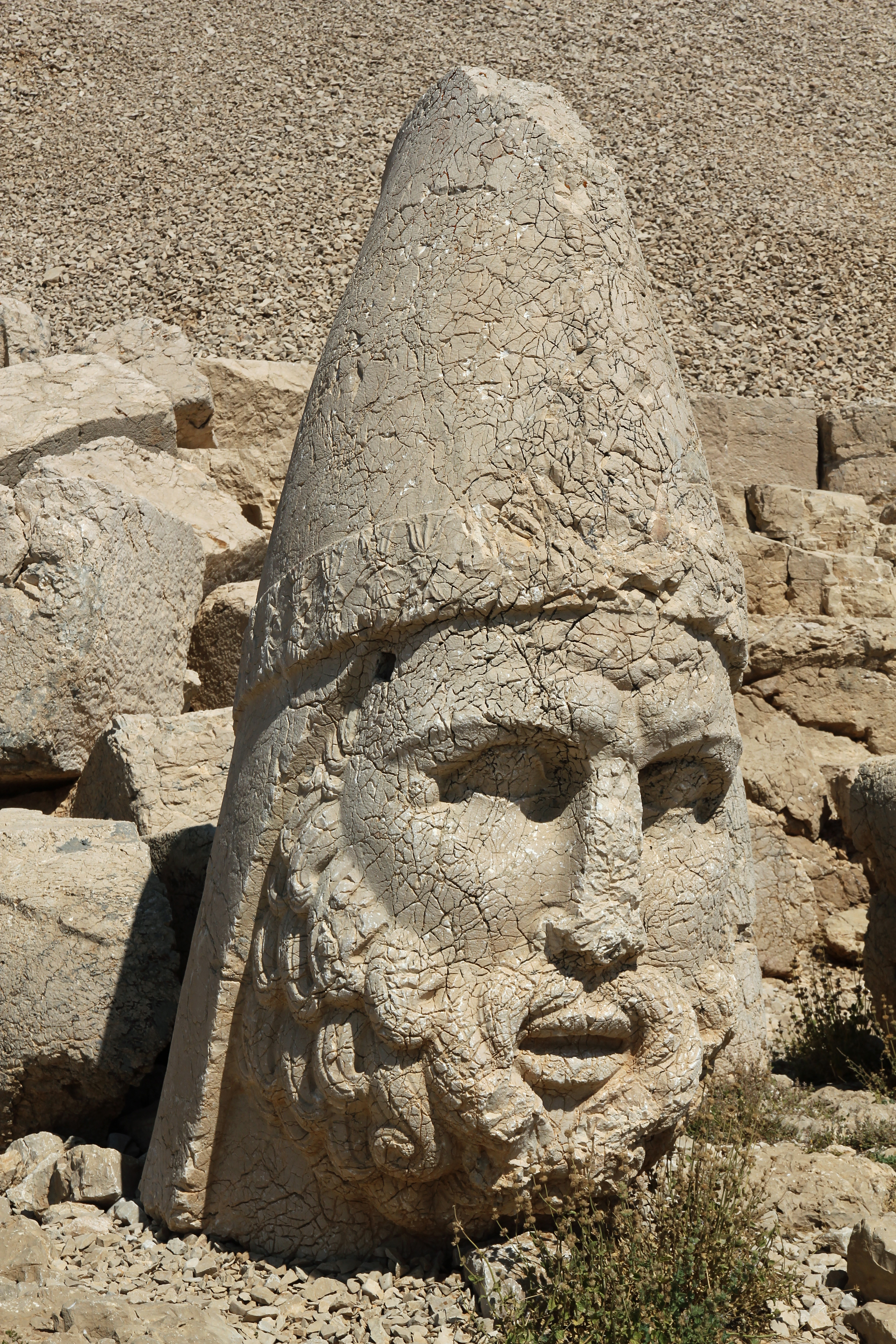
Hlava Dia (Zeus)
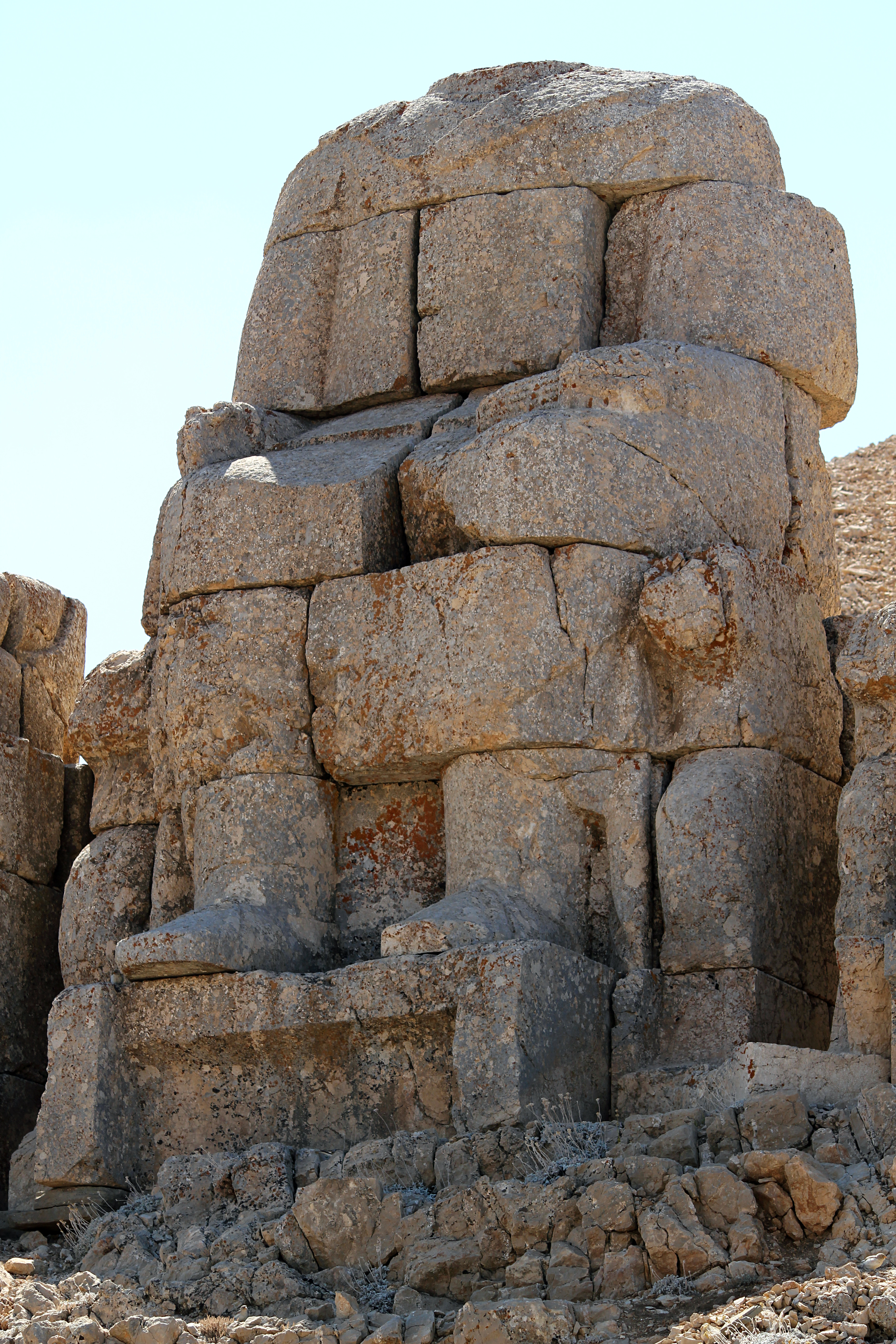
Diův trůn a postava
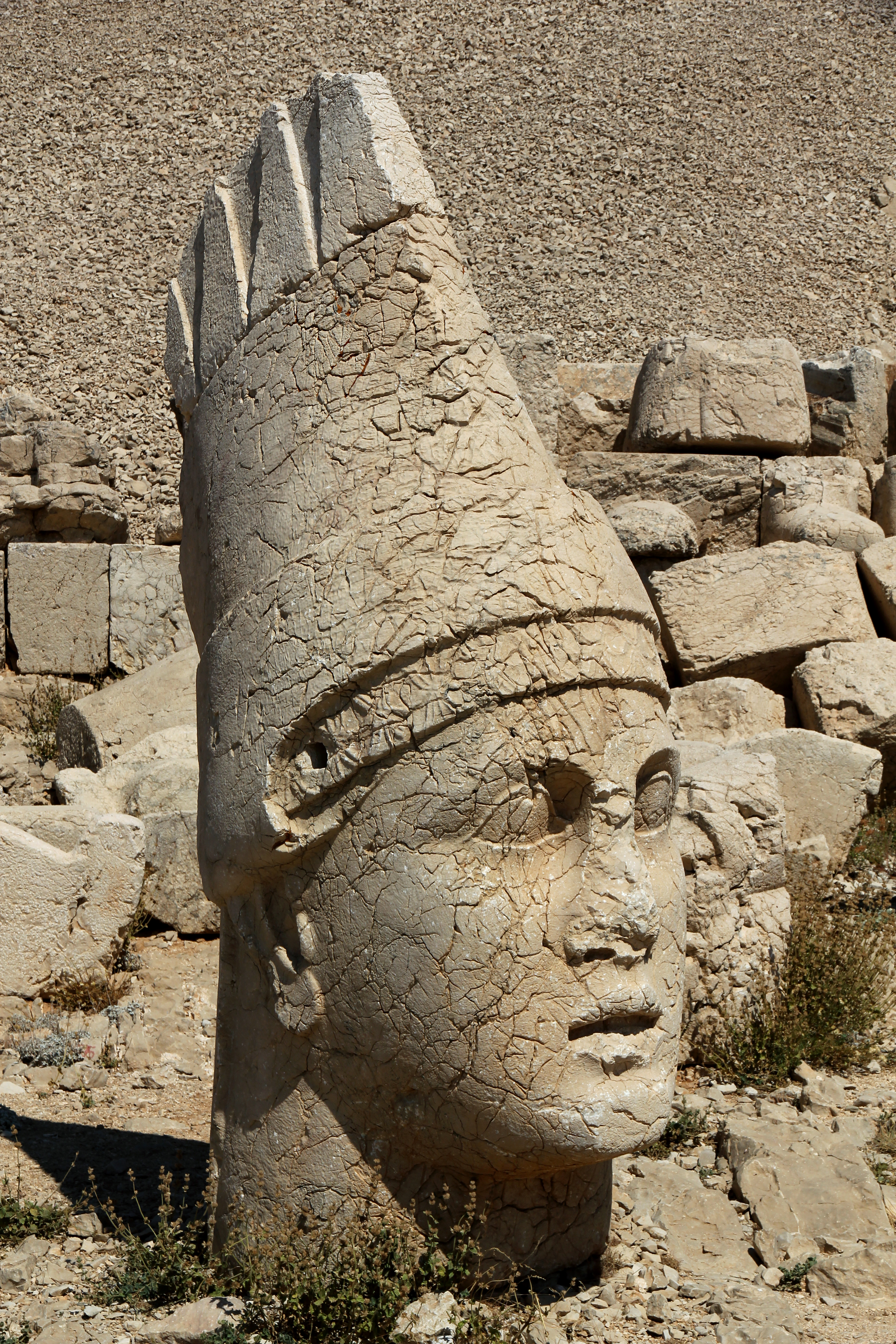
Hlava krále Antiocha I.
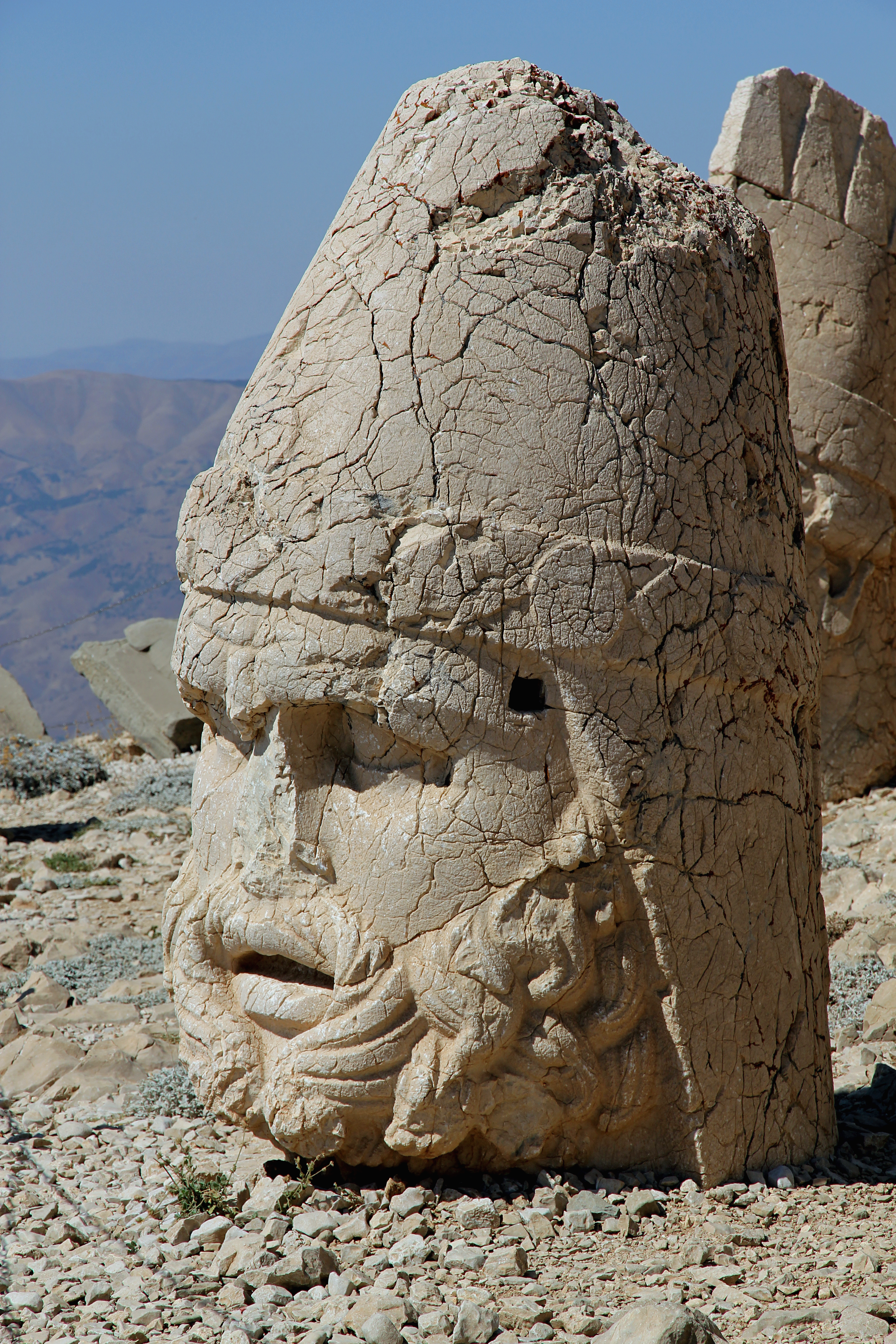
Hlava Hérakla
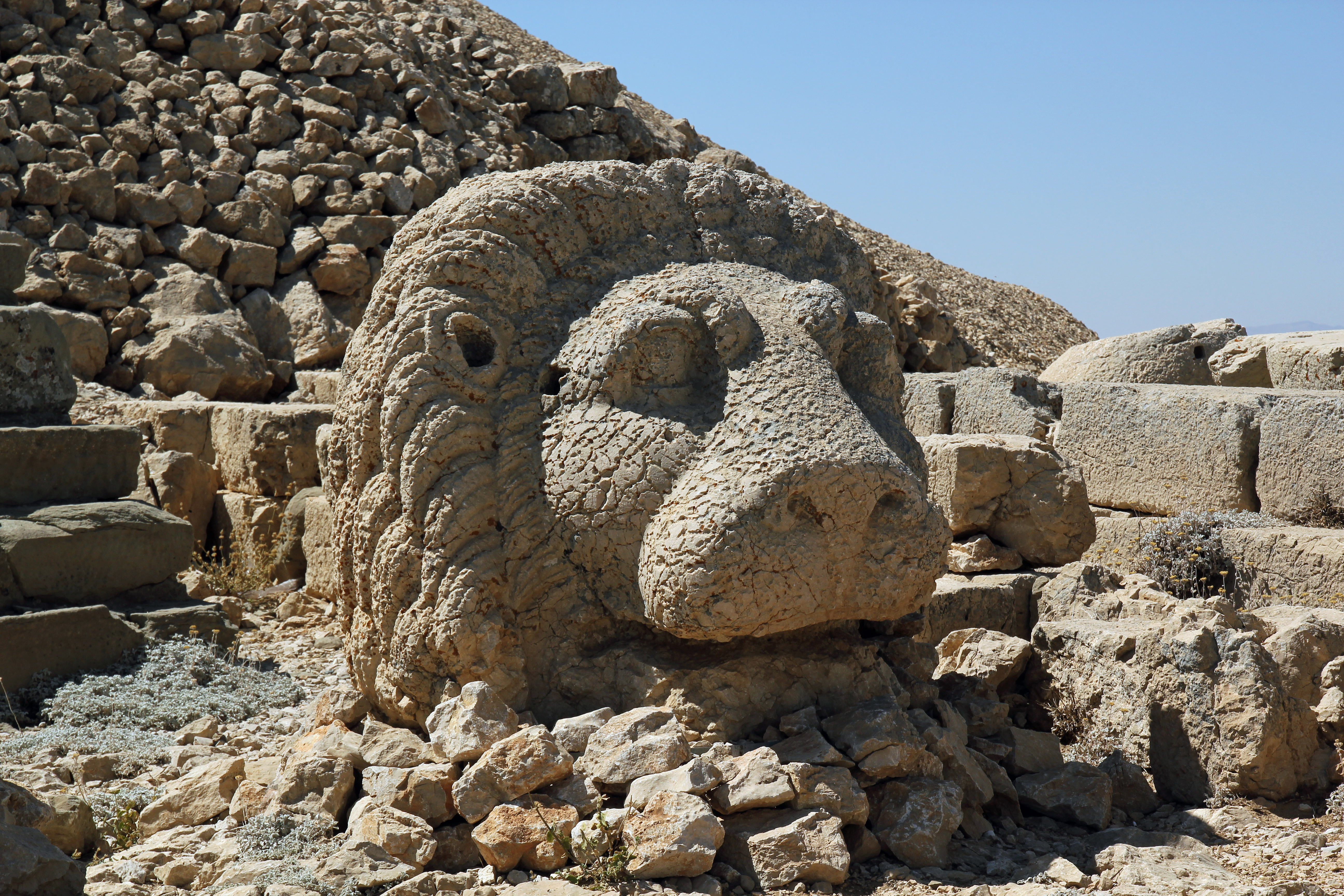
Hlava lva
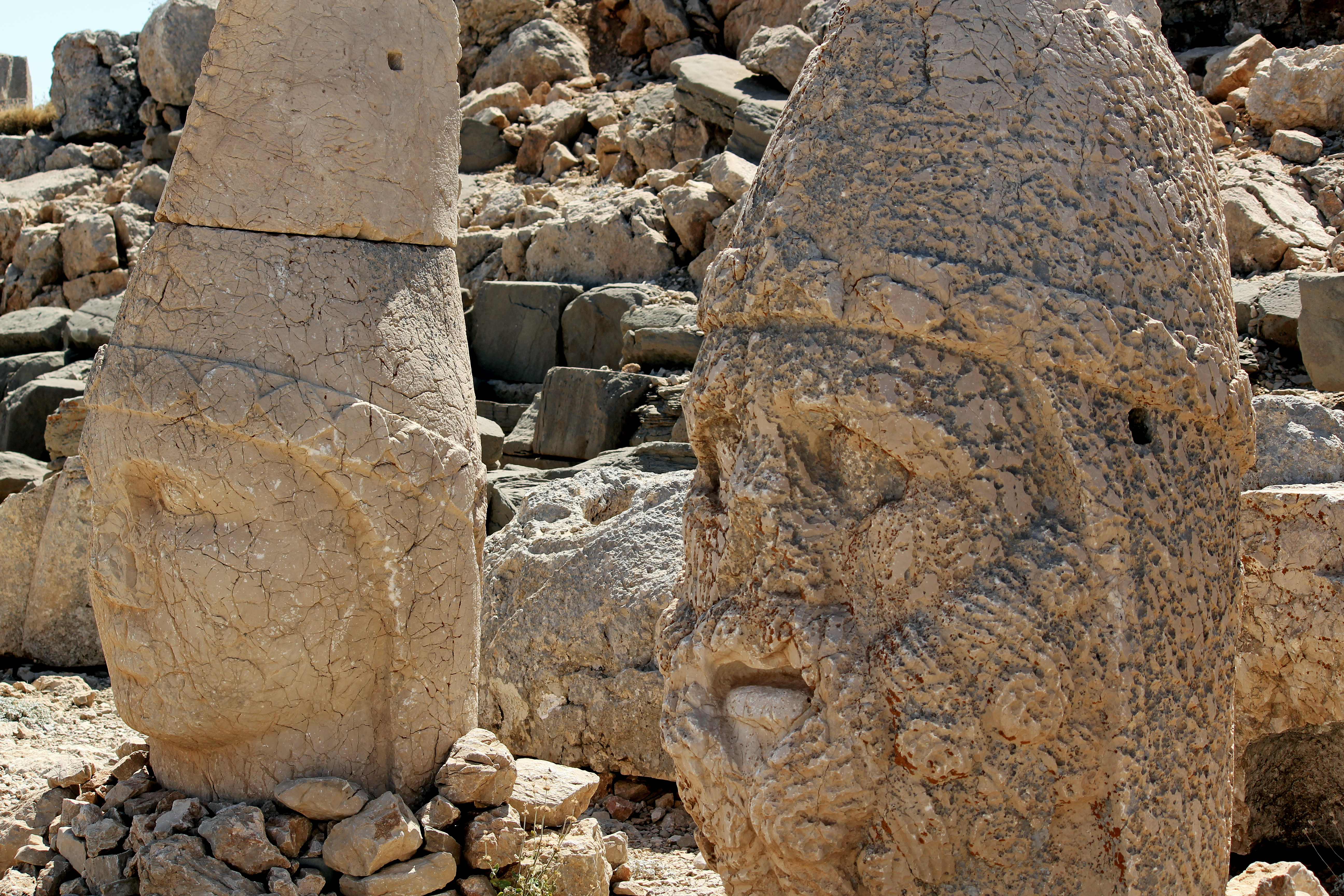
Hlavy Apollóna a Hérakla z východní strany
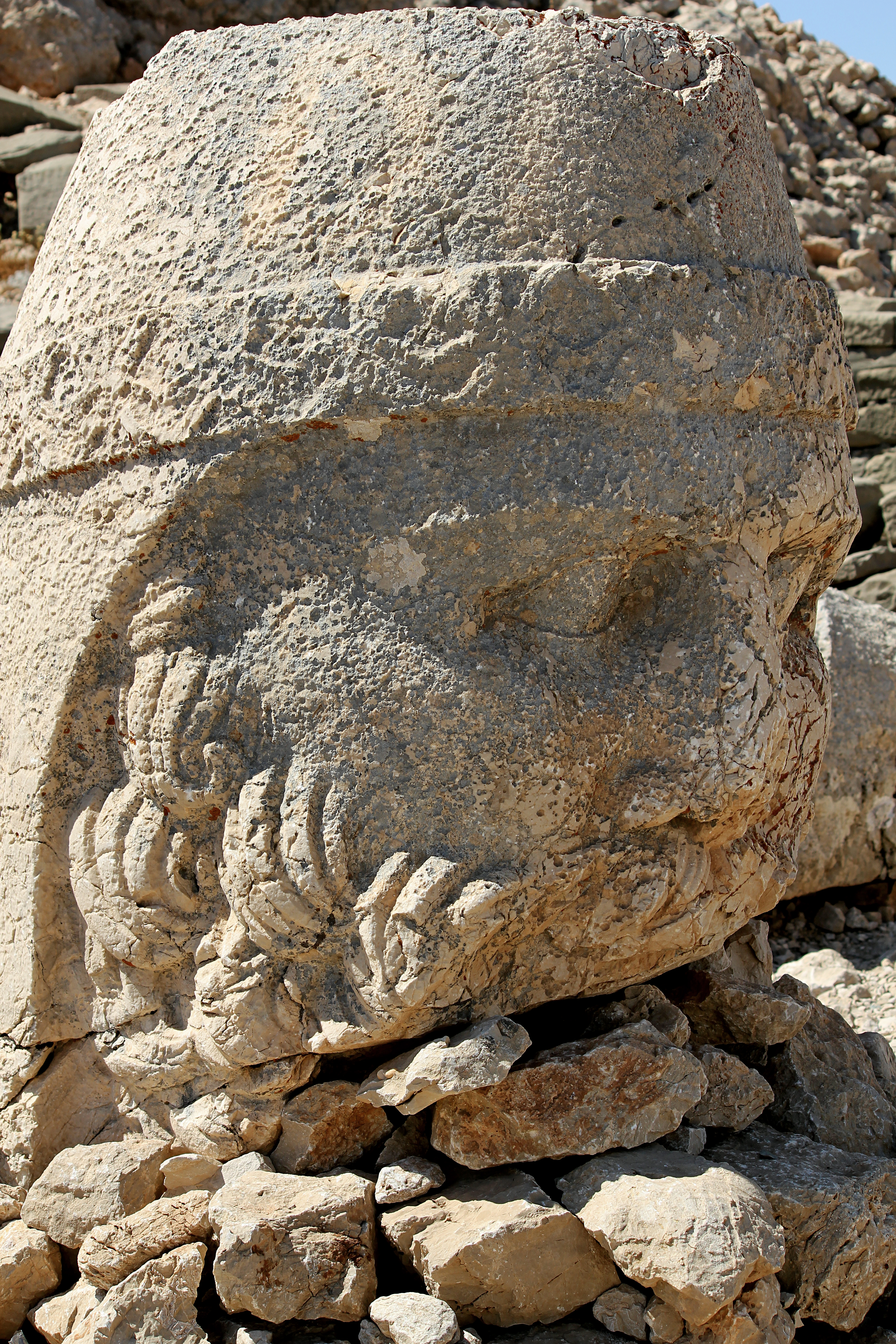
Torzo hlavy Dia z východní strany
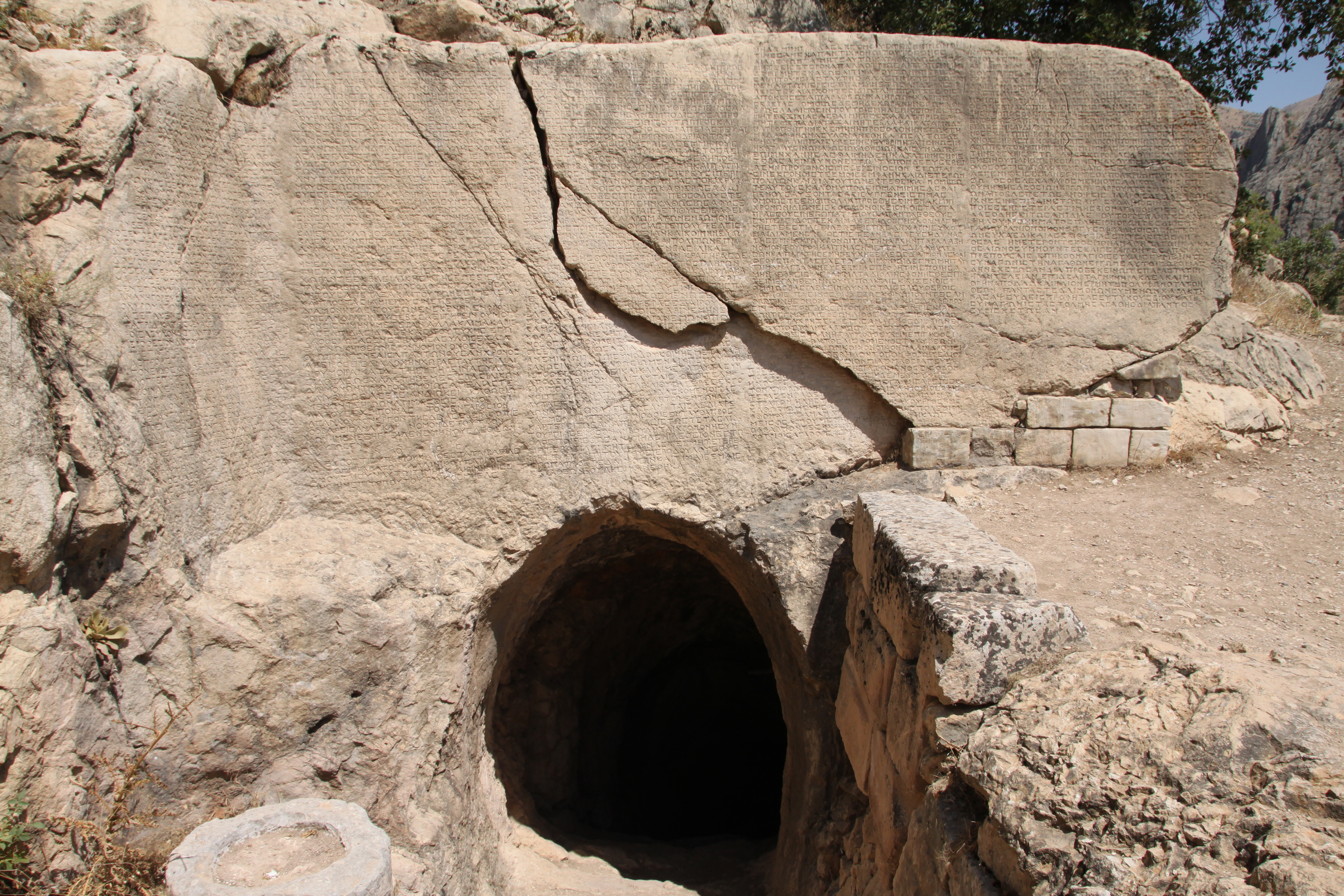
Nápisová deska a vstup do jeskyně
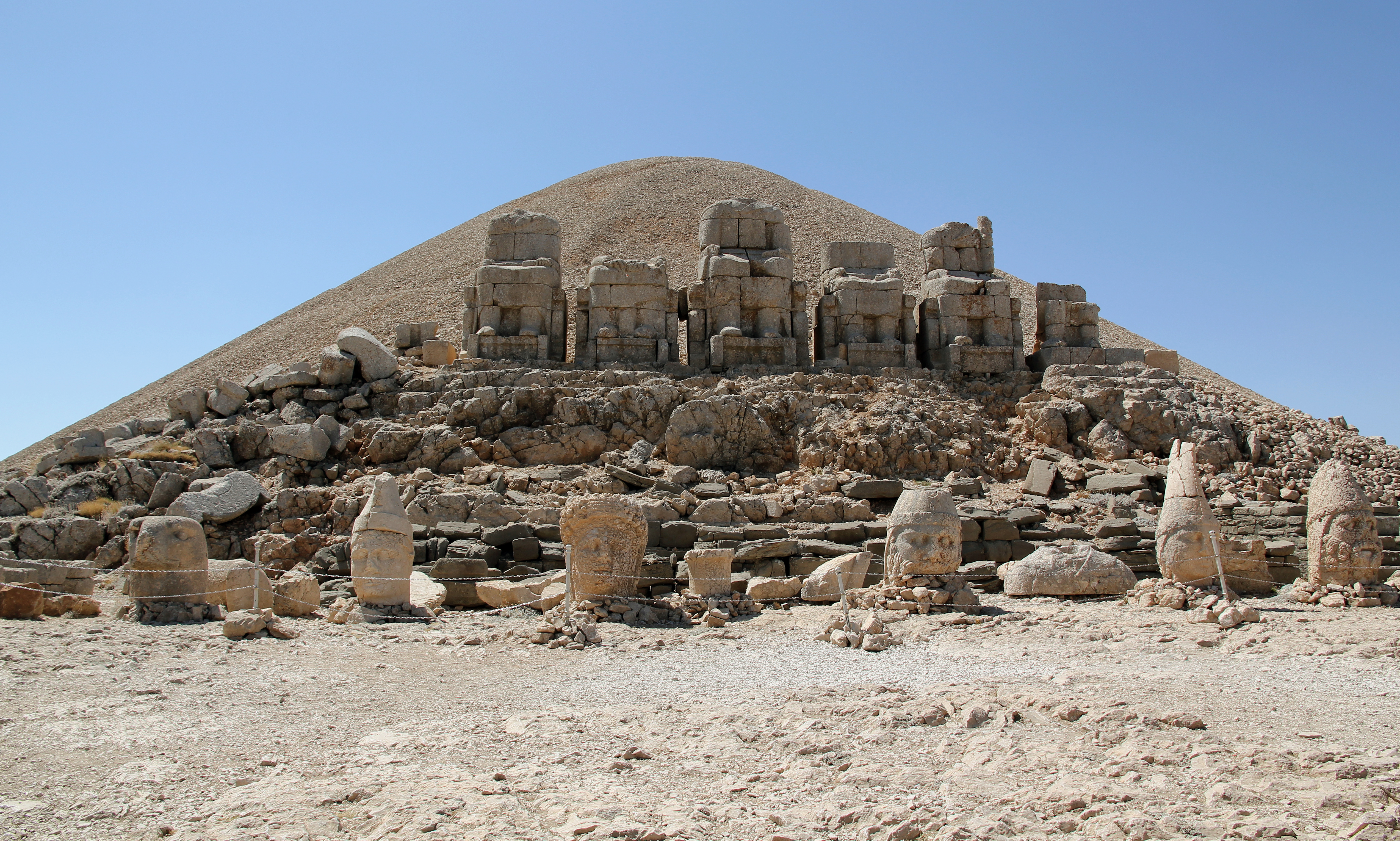
Trůny a hlavy soch na západní terase
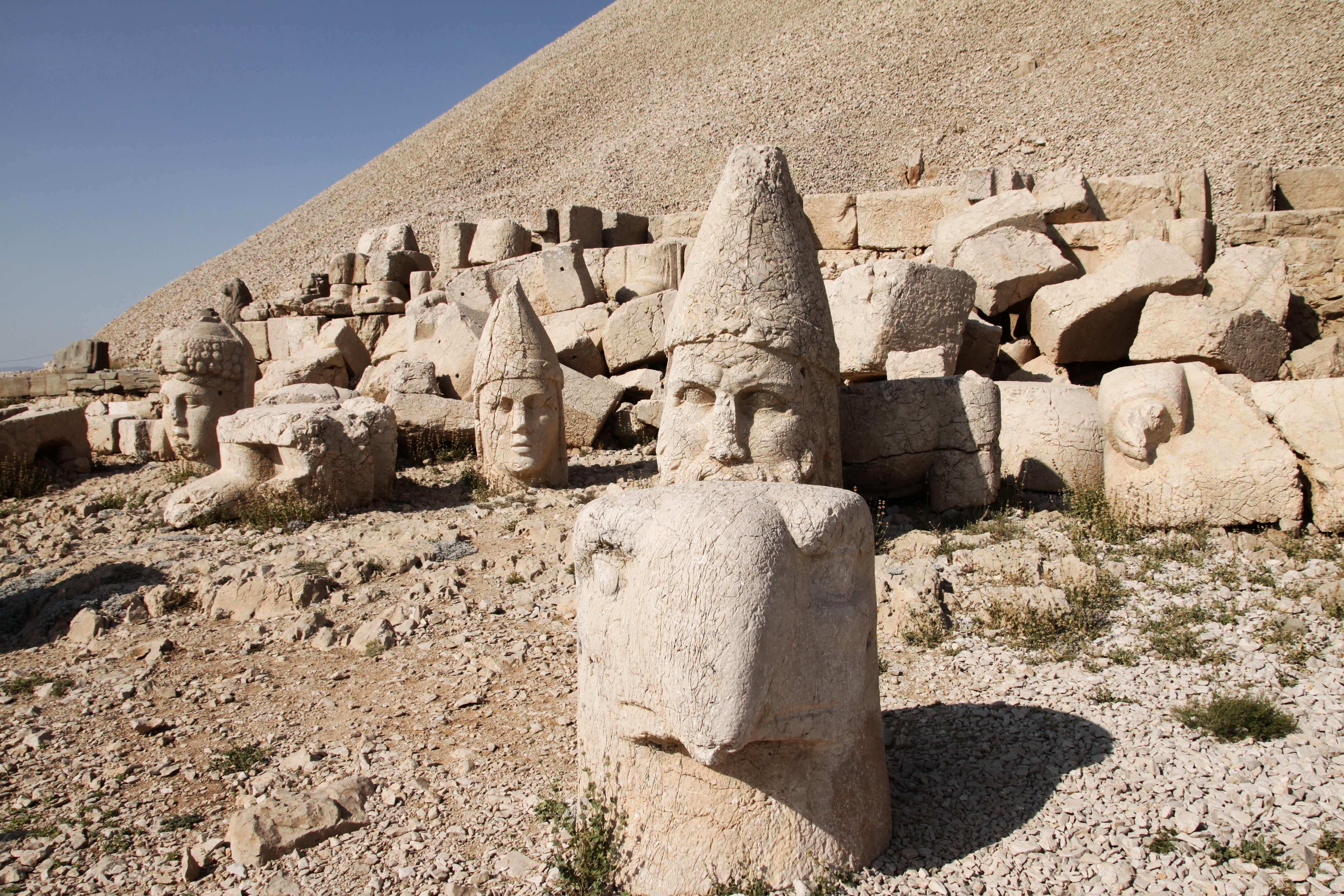
Situace soch západního úpatí
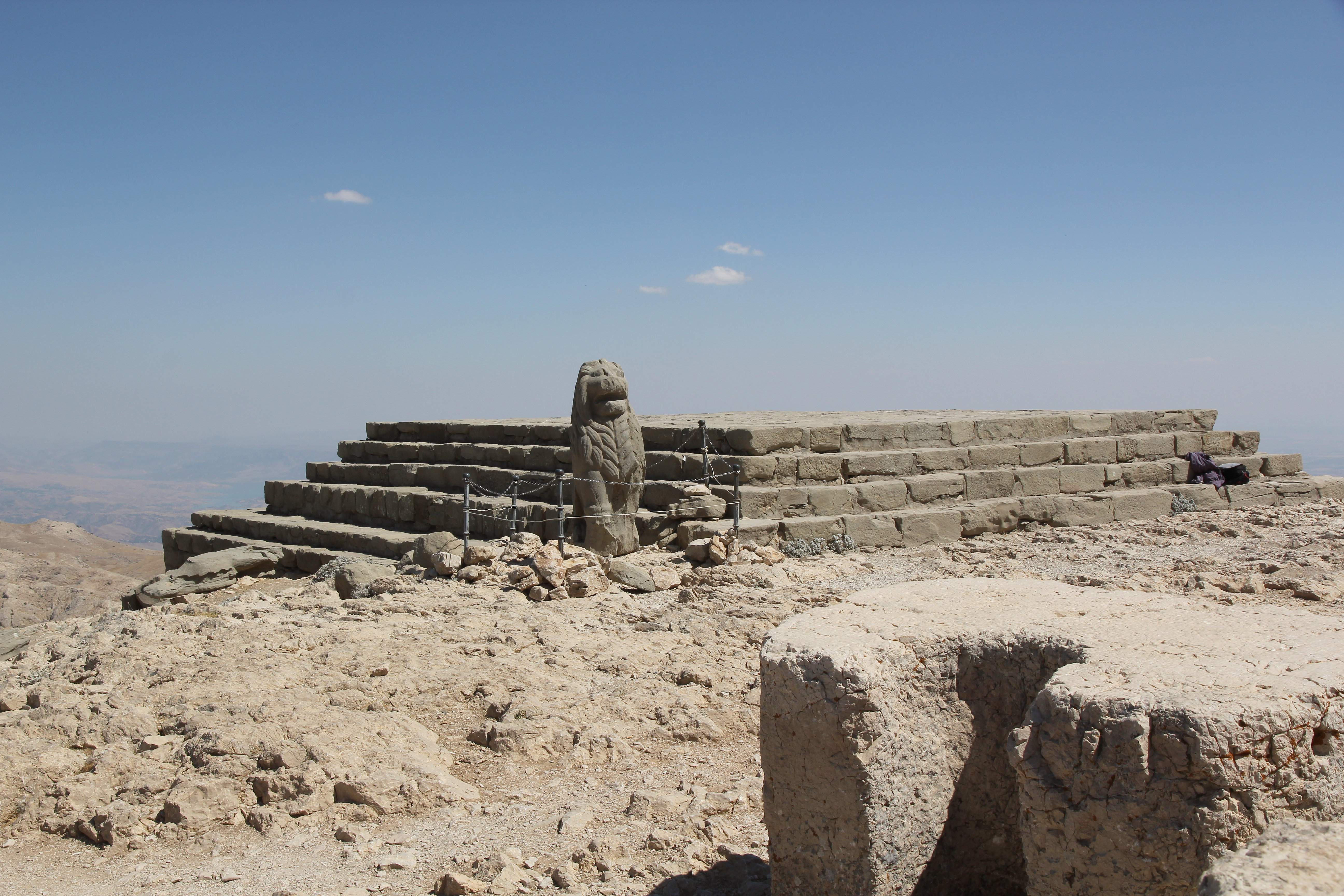
Torzo oltáře na východní straně
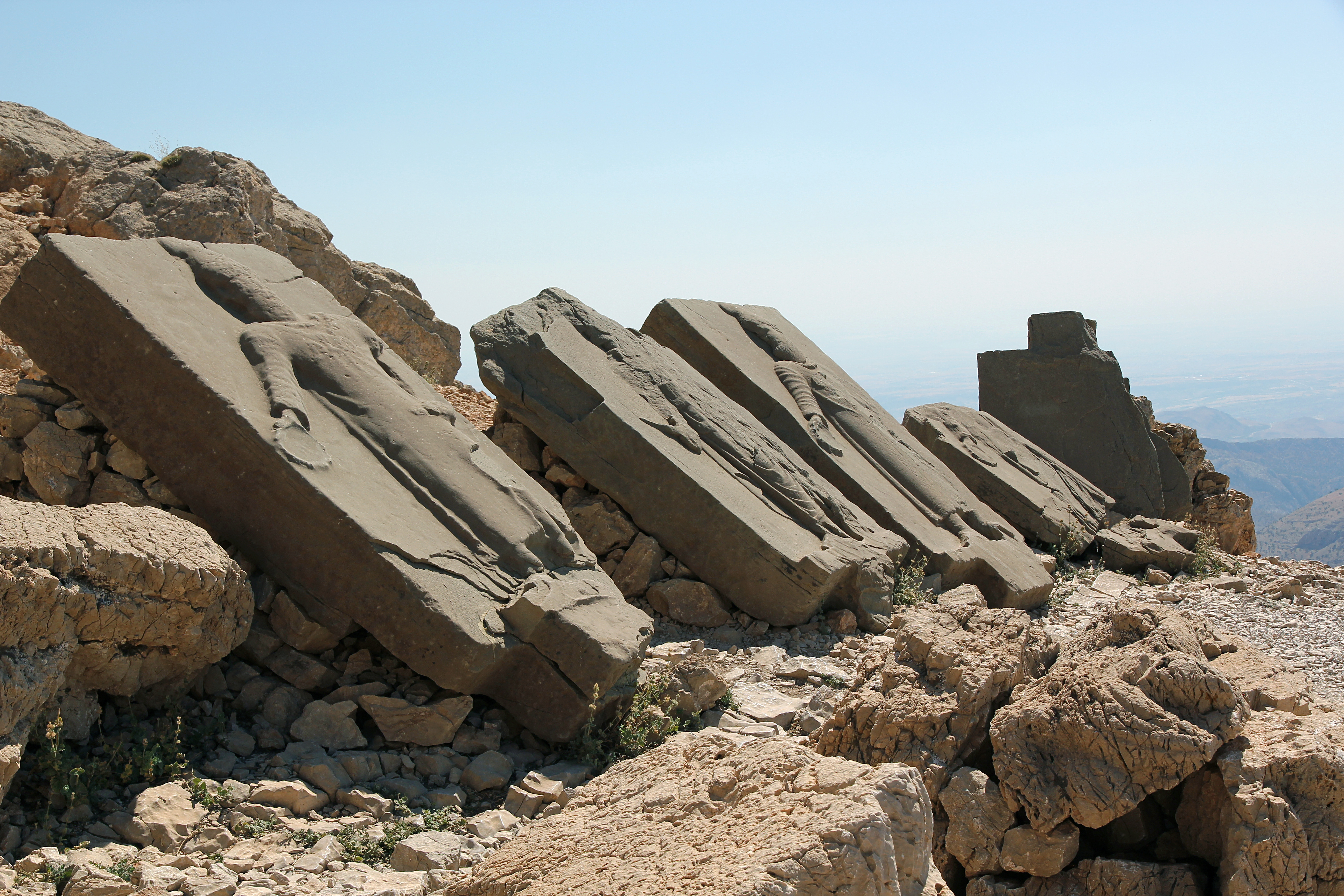
Reliéfy perských bohů
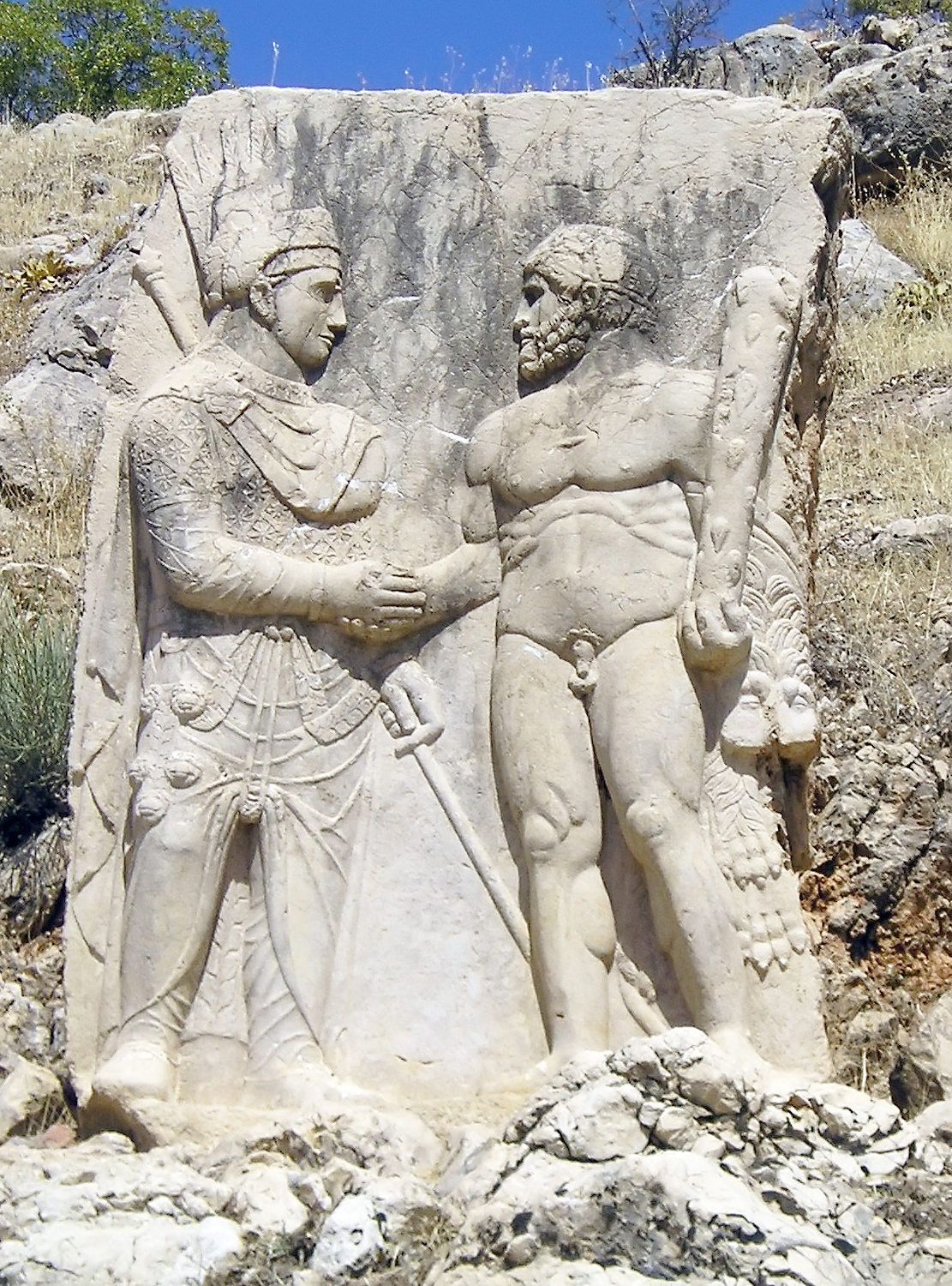
Antiochos I. zdraví Hérakla
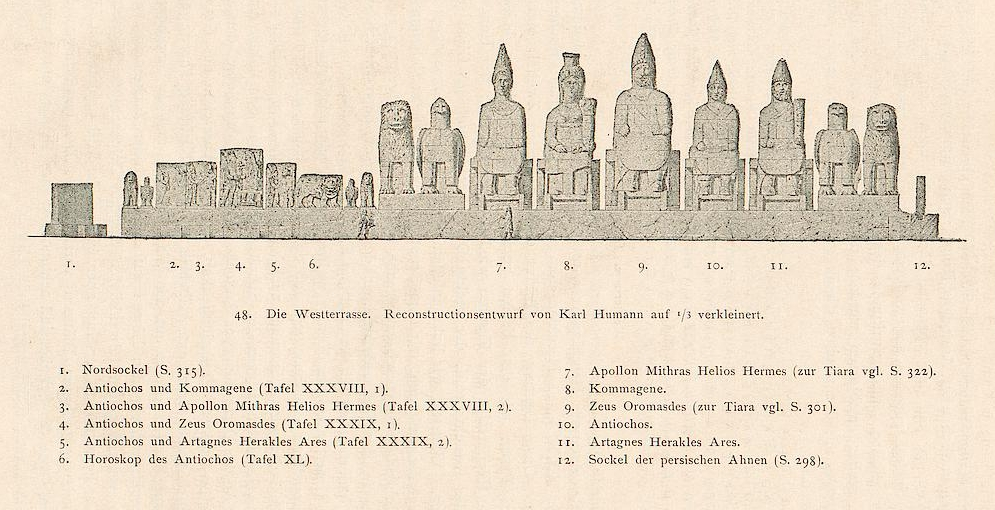
Rekonstrukce soch a reliéfů na západní terase